# Чепівська сільська рада
| Чепівська сільська рада — колишній орган місцевого самоврядування у Виноградівському районі Закарпатської області з адміністративним центром у с. Чепа. Сільській раді підпорядковані населені пункти: - с. Чепа - с. Гетиня - с. Затисівка |

## Склад ради
Рада складається з 20 депутатів та голови.

## Керівний склад сільської ради
| ПІБ                       | Основні відомості                                                 | Дата обрання | Дата звільнення |
| ------------------------- | ----------------------------------------------------------------- | ------------ | --------------- |
| Ребрик Володимир Юрійович | Сільський голова, 1958 року народження, освіта, безпартійний      | 26.03.2006   | 31.10.2010      |
| Товт Микола Михайлович    | Сільський голова, 1968 року народження, освіта вища, безпартійний | 31.10.2010   |                 |

Примітка: таблиця складена за даними джерела

## Населення
Згідно з переписом УРСР 1989 року чисельність наявного населення сільської ради становила 3059 осіб, з яких 1481 чоловік та 1578 жінок.
За переписом населення України 2001 року в сільській раді мешкали 3224 особи.

### Мова
Розподіл населення за рідною мовою за даними перепису 2001 року:
| Мова       | Відсоток |
| ---------- | -------- |
| українська | 56,64 %  |
| угорська   | 42,71 %  |
| російська  | 0,59 %   |
| вірменська | 0,03 %   |